# 柴小屋雄一
柴小屋 雄一（しばこや ゆういち、1983年6月16日 - ）は、宮城県仙台市出身のフットサル選手、元プロサッカー選手。サッカー選手時代の登録ポジションはディフェンダー。バレーボール選手の柴小屋康行は実弟。

## 来歴
大分トリニータ在籍時は、皇甫官体制時に当時入団一年目だった深谷友基とCBを組み、三木隆司などベテランを退け開幕からレギュラーを掴んだ。経験不足による失点は目立ったが、空中戦には強く、強豪クラブを抑える活躍をした。
ペリクレス・シャムスカの監督就任後、出場機会が減少。2007年4月に出場機会を求めサガン鳥栖へ期限付き移籍。鳥栖ではセンターバックのレギュラーの座を掴み、第二クールにおいて快進撃の原動力となっていた。しかし、10月21日の古巣水戸戦で全治2か月の負傷を負い、戦線を離脱した。翌2008年も移籍期間を延長し鳥栖でプレー。飯尾和也とCBのコンビを組み出場した試合では安定した守備をみせた。
2009年からは愛媛FCへ期限付き移籍。まずまずの出場機会を得るも、シーズン終了後に期限付き移籍満了、大分からも戦力外通告を受ける。しかし年明けの1月、一転して同じく戦力外となっていた梅田高志とともに再契約されることが発表された。なお、大分には3年ぶりの復帰となった。
2010年3月24日、練習中の負傷（右肩関節脱臼）により全治4ヶ月と診断された。同年9月21日、インドネシアリーグのペリタ・ジャヤに移籍。
2011年3月、ペリタ・ジャヤで同僚だった酒井友之と共に、インドネシアリーグのペルセワ・ワメナに移籍した。しかし、5か月分もの給料未払いがあった事を理由として、2012年12月31日、自身のブログで現役引退を表明した。2016年4月に東北フットサルリーグ2部南・レジェンガ・フットサルクラブに加入。フットサル選手として現役復帰した。

## 所属クラブ
ユース経歴
- 習志野市立習志野高等学校

プロ・アマ経歴
- 2002年 - 2010年9月  大分トリニータ
  - 2004年  水戸ホーリーホック (レンタル移籍)
  - 2007年3月 - 2008年  サガン鳥栖 (レンタル移籍)
  - 2009年  愛媛FC (レンタル移籍)
- 2010年9月 - 2011年3月  ペリタ・ジャヤ (現 マドゥーラ・ユナイテッドFC)
- 2011年3月 - 2012年  ペルセワ・ワメナ
- 2016年4月 - ?  レジェンガ・フットサルクラブ

## 個人成績
| 国内大会個人成績 | 国内大会個人成績 | 国内大会個人成績 | 国内大会個人成績     | 国内大会個人成績 | 国内大会個人成績 | 国内大会個人成績 | 国内大会個人成績 | 国内大会個人成績 | 国内大会個人成績 | 国内大会個人成績 | 国内大会個人成績 |
| 年度             | クラブ           | 背番号           | リーグ               | リーグ戦         | リーグ戦         | リーグ杯         | リーグ杯         | オープン杯       | オープン杯       | 期間通算         | 期間通算         |
| 年度             | クラブ           | 背番号           | リーグ               | 出場             | 得点             | 出場             | 得点             | 出場             | 得点             | 出場             | 得点             |
| 日本             | 日本             | 日本             | 日本                 | リーグ戦         | リーグ戦         | リーグ杯         | リーグ杯         | 天皇杯           | 天皇杯           | 期間通算         | 期間通算         |
| ---------------- | ---------------- | ---------------- | -------------------- | ---------------- | ---------------- | ---------------- | ---------------- | ---------------- | ---------------- | ---------------- | ---------------- |
| 2002             | 大分             | 27               | J2                   | 0                | 0                | -                | -                | 0                | 0                | 0                | 0                |
| 2003             | 大分             | 27               | J1                   | 0                | 0                | 0                | 0                | 0                | 0                | 0                | 0                |
| 2004             | 水戸             | 20               | J2                   | 39               | 0                | -                | -                | 2                | 0                | 41               | 0                |
| 2005             | 大分             | 3                | J1                   | 18               | 0                | 5                | 0                | 0                | 0                | 23               | 0                |
| 2006             | 大分             | 3                | J1                   | 3                | 1                | 0                | 0                | 0                | 0                | 3                | 1                |
| 2007             | 大分             | 3                | J1                   | 0                | 0                | 0                | 0                | -                | -                | 0                | 0                |
| 2007             | 鳥栖             | 37               | J2                   | 30               | 0                | -                | -                | 1                | 0                | 31               | 0                |
| 2008             | 鳥栖             | 2                | J2                   | 26               | 1                | -                | -                | 2                | 0                | 28               | 1                |
| 2009             | 愛媛             | 2                | J2                   | 31               | 1                | -                | -                | 0                | 0                | 31               | 1                |
| 2010             | 大分             | 20               | J2                   | 1                | 0                | -                | -                | -                | -                | 1                | 0                |
| インドネシア     | インドネシア     | インドネシア     | インドネシア         | リーグ戦         | リーグ戦         | リーグ杯         | リーグ杯         | オープン杯       | オープン杯       | 期間通算         | 期間通算         |
| 2010-11          | ペリタ・ジャヤ   | 3                | リーガ・インドネシア | 12               | 0                | -                | -                | -                | -                | 12               | 0                |
| 2010-11          | ペルセワ・ワメナ | 88               | リーガ・インドネシア | 11               | 1                | -                | -                | -                | -                | 11               | 1                |
| 2011-12          | ペルセワ・ワメナ | 8                | リーガ・インドネシア | 14               | 1                | -                | -                | -                | -                | 14               | 1                |
| 通算             | 日本             | 日本             | J1                   | 21               | 1                | 5                | 0                | 0                | 0                | 26               | 1                |
| 通算             | 日本             | 日本             | J2                   | 127              | 2                | -                | -                | 5                | 0                | 132              | 2                |
| 通算             | インドネシア     | インドネシア     | リーガ・インドネシア | 37               | 2                | -                | -                | -                | -                | 37               | 2                |
| 総通算           | 総通算           | 総通算           | 総通算               | 185              | 5                | 5                | 0                | 5                | 0                | 195              | 5                |

- Jリーグ初出場 - 2004年3月13日 J2リーグ第1節 vs湘南ベルマーレ (笠松)
- Jリーグ初得点 - 2006年3月21日 J1リーグ第4節 vs横浜F・マリノス (九石ドーム)